# Kałnibołotskaja
Kałnibołotskaja (ros. Калниболотская) – stanica w Rosji, w Kraju Krasnodarskim, w rejonie nowopokrowskim. W 2021 liczyła 5422 mieszkańców.